# Mięsień obszerny boczny
Mięsień obszerny boczny (łac. musculus vastus lateralis) – w anatomii człowieka mięsień należący do grupy przedniej mięśni uda, najsilniejsza część mięśnia czworogłowego uda (jego głowa boczna).
Rozpoczyna się na kości udowej. Przyczep początkowy ma na kresie międzykrętarzowej, wardze bocznej kresy chropawej, powierzchni bocznej krętarza większego i przegrodzie międzymięśniowej bocznej uda.  Razem z pozostałymi głowami mięśnia czworogłowego uda kończy się wspólnym ścięgnem końcowym, przyczepiającym się do górnego i bocznych brzegów rzepki, a do przodu od rzepki przechodzącym w więzadło rzepki, kończąc się na guzowatości kości piszczelowej. Dodatkowo część włókien jego ścięgna przechodzi po bocznej stronie rzepki, stanowiąc troczek boczny rzepki, przyczepiający się na przedniej powierzchni kłykcia kości piszczelowej, łączący się z włóknami pasma biodrowo-piszczelowego powięzi szerokiej uda.
Unaczyniony jest przez tętnicę boczną okalającą udo, a unerwiony przez nerw udowy (L2–4).
Razem z pozostałymi głowami mięśnia czworogłowego uda prostuje staw kolanowy.